# Martin Panosch

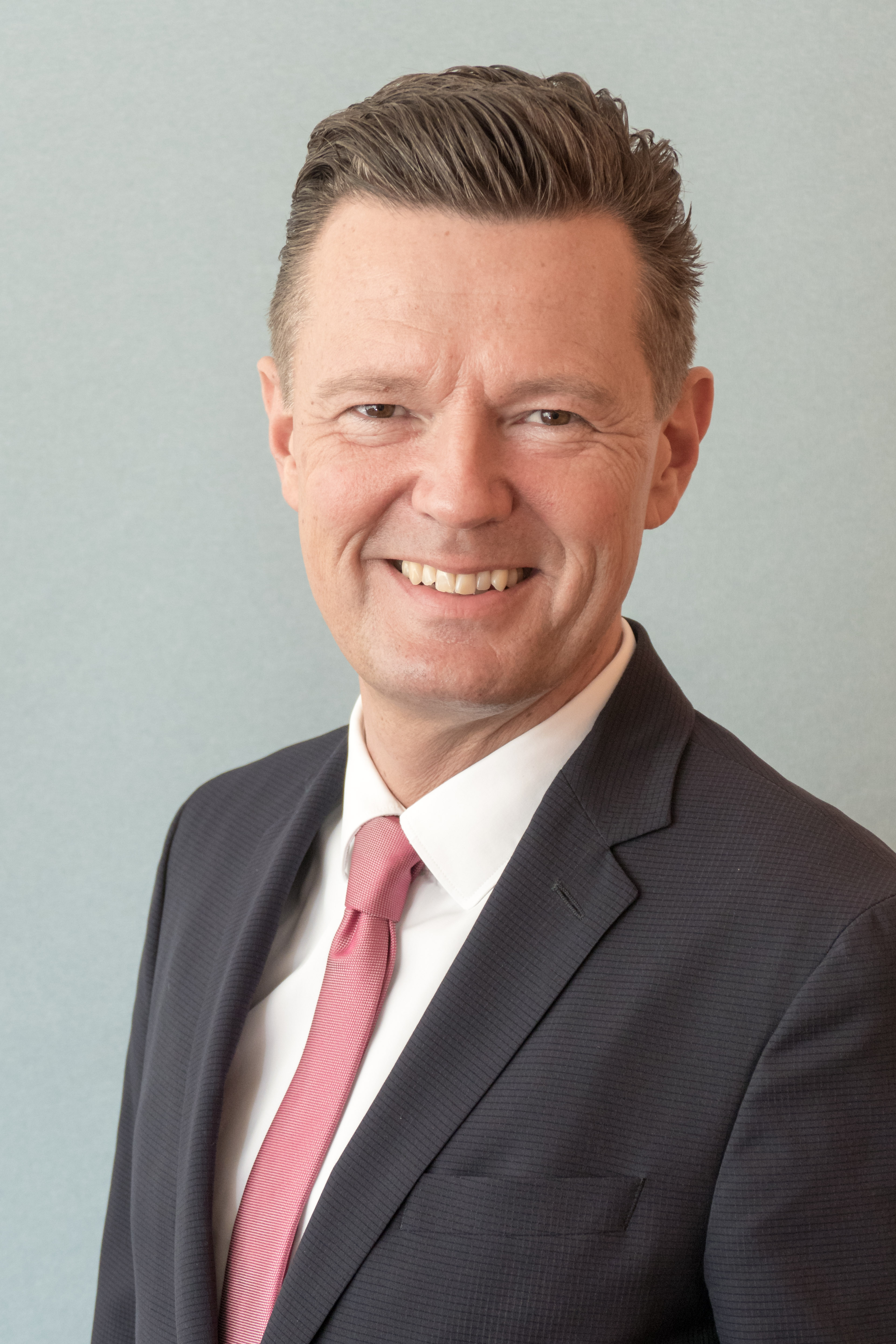
Martin Panosch 2021

Martin Panosch (* 3. Dezember 1967 in Schwarzach im Pongau) ist Honorarkonsul der Ukraine in Salzburg und Landesdirektor der Wiener Städtischen Versicherung für das österreichische Bundesland Salzburg. Von 2004 bis 2013 war er Mitglied der Stadtregierung der Landeshauptstadt Salzburg. 2024 wurde ihm die Wappenmedaille in Gold der Stadt Salzburg verliehen.

## Leben
Aufgewachsen als Sohn des seinerzeitigen Schwarzacher Gendarmerie-Postenkommandanten, übersiedelte Panosch 1986 nach Salzburg und studierte Rechtswissenschaften an der Universität Salzburg.
Nach seiner Promotion mit Auszeichnung 1992 arbeitete er bis 1994 als Vertragsassistent am Institut für Bürgerliches Recht und Privatversicherungsrecht. Ab 1994 übernahm er die Funktion eines Klubgeschäftsführers im Salzburger Landtag. Im selben Jahr wurde er auch Lehrbeauftragter an der Universität Salzburg für Österreichisches und Europäisches Privatrecht.
Nach den Gemeinderatswahlen 1999 wurde das neue Gemeinderatsmitglied zum Vorsitzenden des Ausschusses für Planung, Verkehr und Umwelt gewählt. Von 2004 bis 2013 gehörte er der Stadtregierung der Landeshauptstadt Salzburg an, zuerst als Stadtrat für Bauverwaltung und Wohnungswesen, schließlich als Bürgermeister-Stellvertreter für Soziales, Senioren und Wohnungswesen. In diesen Jahren bekleidete er zahlreiche Funktionen in Aufsichtsräten und anderen Gremien:
- Vorsitzender des Bezirks-Sozialhilfebeirats Salzburg-Stadt
- Mitglied im Hauptausschuss des Österreichischen Städtebundes
- Mitglied im Fachausschuss Soziales, Gesundheit und Jugend des Österreichischen Städtebundes
- Mitglied im Landes-Sozialhilfebeirat
- Vertreter der Stadt in der Generalversammlung der Kommunalen gswb Liegenschaftsverwaltung GmbH (KgL)
- Aufsichtsrat der Salzburg AG
- Mitglied im Vorstand des Reinhalteverbands Großraum Salzburg
- Aufsichtsratsvorsitzender der Salzburger Parkgaragen GmbH
- Vertreter der Stadt in der Generalversammlung der Stadt Salzburg Immobilien GmbH (SIG)
- Aufsichtsrat der Altstadt Salzburg Marketing GmbH (später Altstadtverband)

Im September 2013 wechselte Panosch in die Privatwirtschaft als stellvertretender Landesdirektor der Wiener Städtischen Versicherung. Mit Oktober 2014 wurde er zum Landesdirektor ernannt und ihm in weiterer Folge die Prokura verliehen. Seit Mai 2015 ist er Mitglied des Wirtschaftsparlaments der Wirtschaftskammer Salzburg und Obmann-Stellvertreter der Sparte Bank und Versicherung.
Mit Juni 2015 übernahm er weiters den Landesvorsitz des Wirtschaftsforums der Führungskräfte für das Bundesland Salzburg. Dabei handelt es sich um das größte parteiunabhängige Netzwerk von Führungskräften in Österreich.
Schließlich wurde ihm im August 2016 das Exequatur als Leiter der konsularischen Vertretung der Ukraine in Salzburg erteilt, seit September 2018 ist er auch Aufsichtsrat in den Ukrainischen Versicherungsgesellschaften UIG, Kniazha und Kniazha Life.
Martin Panosch ist in dritter Ehe mit Petra Panosch verheiratet und hat vier Kinder. Er bestreitet internationale Hickory-Golf-Turniere. Zu seinen größten sportlichen Erfolgen zählen der Gewinn der Netto-Wertung bei der European Hickory Championship in Den Haag 2014 (Koninklijke Haagsche Golf & Country Club) und der Gewinn des Brutto-Titels International Polish Hickory Champion 2017 und 2018 (2017: Binowo Park Golf Club und Modry Las Golf Club, 2018: Krakow Valley Golf & Country Club).